# Hans Jörg Bachmeier
Hans Jörg Bachmeier (* 21. Juli 1966 in Eggenfelden) ist ein deutscher Koch, Kochbuchautor und Fernsehkoch.

## Leben
Bachmeier absolvierte 1983 seine Kochlehre im elterlichen Betrieb. Im Anschluss arbeitete er 1984 in der Kupferpfanne in Fürth, 1988 im Tantris München bei Heinz Winkler, von 1989 bis 1991 im Kurhausstüberl bei Alfons Schuhbeck in Waging am See. Von 1999 bis 2000 arbeitete er im Feinkost Käfer bei Fritz Schilling in München.
Von 2004 bis 2020 leitete er sein Restaurant Blauer Bock in München. Seit Oktober 2020 betreibt er sein Restaurant Bachmeier in der Westenriederstraße 43 in München. 
Ende 2022 übernahm Bachmeier die Münchener Traditionswirtschaft Beim Sedlmayr am Viktualienmarkt, das am 23. Mai 2024 vorläufige Insolvenz anmeldete; das Gasthaus wird nach Auslaufen des Pachtvertrags im Juli 2024 an Kuffler vermietet.
Seit März 2012 hat er eine eigene Fernsehsendung Einfach. Gut. Bachmeier im Bayerischen Fernsehen.

## Filmografie
- 2020: Ringlstetter (Fernsehsendung) (Fernsehserie)
- 2020: Fraueng’schichten (Fernsehserie)
- 2020: Der Beischläfer (Fernsehserie)